# Izquierda Independiente-Iniciativa por San Sebastián de los Reyes
Izquierda Independiente-Iniciativa por San Sebastián de los Reyes es un partido político español fundado en esa ciudad madrileña. Se ha presentado y ha obtenido representación institucional en todas las elecciones municipales del municipio desde junio de 1999.

## Historia
En las elecciones municipales de 1995 Izquierda Unida (IU) obtuvo en San Sebastián de los Reyes 10 concejales sobre los 25 del municipio, aumentando en 5 concejales respecto a las elecciones anteriores. El Partido Popular (PP) obtuvo igualmente 10 concejales pero con trescientos votos más que IU.
Siendo elegido alcalde de IU con el apoyo del PSOE, se inicia una etapa de gobierno en minoría ya que aunque el PSOE reclama el compromiso de investidura, un sector de Izquierda Unida, apoyándose en la Dirección Federal se niega al acuerdo. Cuándo por fin se consigue el acuerdo de gobierno el PSOE ya estaba en una profunda crisis que no garantizaba la gobernabilidad de la ciudad. 
En 1997, cuando se produce la escisión de Nueva Izquierda de IU, el alcalde Ángel Requena participa entonces en algunos actos de apoyo. Como resultado de este apoyo se hace imposible la habitabilidad dentro de IU. 
Finalmente, en diciembre de 1998 una parte importante de la organización de IU en San Sebastián de los Reyes y un buen número de concejales tránsfugas funda Izquierda Independiente – Iniciativa por San Sebastián de los Reyes, con Requena como líder. Entre los motivos de esta escisión se encontró la negativa de la dirección regional de IU de permitir a Ángel Requena concurrir a las primarias como independiente. A este colectivo se unirán rápidamente militantes e incluso cargos públicos provenientes de otras organizaciones como el PSOE e independientes, muchos de ellos con larga experiencia en los movimientos ciudadanos y sindicales.
En las elecciones municipales de 1999 obtuvo 7 concejales, siendo la principal fuerza de izquierdas del consistorio. Asimismo, el PP obtuvo 10 concejales, 6 el PSOE y 1 IU. Tras un pacto de gobierno con el PSOE, Izquierda Independiente logra la alcaldía en la persona de Ángel Requena. Unos meses después, IU se incorporaría al gobierno municipal.
A mediados de este mandato, Izquierda Independiente fue parte importante de la construcción de un proyecto ecosocialista a nivel autonómico y nacional denominado "Izquierda Verde" en el que participaron como observadores junto a partidos como Izquierda Madrileña, Iniciativa per Catalunya, Chunta Aragonesa e Izquierda Democrática de Cantabria, entre otros, siendo San Sebastián de los Reyes el escenario elegido para la presentación de este nuevo partido.
En las elecciones a la Asamblea de Madrid de 2003 Izquierda Independiente participó en  Los Verdes - Izquierda de Madrid, siendo Ángel Requena candidato a la presidencia de la Comunidad de Madrid, formando tándem con el eurodiputado socialista José María Mendiluce, que sería candidato a la Alcaldía de Madrid.
En esta época, se produce un profundo debate interno, entre los que pretenden que el partido confluya en el recién creado movimiento ecosocialista y de acción extralocal junto a los que reivindican una línea menos abiertamente ecologista y mucho más centrada en la política local, finaliza con un importante revuelo que terminará dividiendo al partido justo después de la celebración de unas primarias, para elegir al número uno de la lista en sustitución de Ángel Requena, que tras 9 años como alcalde decide no volver a presentarse, aunque figuró como número dos de la lista. Las primarias son ganadas por Rubén Holguera que defendía la opción más cercana a la independencia del partido y de su acción decididamente local. La salida del partido de una parte de los defensores de la opción “verde”, varios de ellos concejales o personas reconocidas en el municipio, entre ellas miembros fundadores de II, supuso una de las mayores crisis en la historia de este partido.
En las elecciones de 2003, con Rubén Holguera como cabeza de lista, obtuvo 4 concejales, perdiendo tres respecto a las anteriores elecciones así como la alcaldía. Sin embargo, entró el equipo de gobierno junto a PSOE (9 concejales) e IU (1 concejal).
En septiembre de 2005, Ángel Requena renuncia a su acta de concejal, sin dejar de estar afiliado y participando en el partido desde allí. 
En 2007 se baraja la posibilidad de unirse o coaligarse con el PSOE, una formación de ámbito nacional con más fuerza, optándose finalmente por mantener la independencia del partido y siendo de nuevo Rubén Holguera su candidato a las elecciones de 2007. Sin embargo, algunos afiliados sí se integraron en el PSOE, abandonado II. En dichas elecciones obtiene 3 concejales; asimismo, el PP, con 13 concejales, se hace con la alcaldía por mayoría absoluta.
En 2011, nuevamente se celebran en Sanse elecciones municipales en las que Izquierda Independiente obtiene 5 concejales, convirtiéndose en un partido de referencia principal en la oposición, ya que el PP vuelve a revalidar su mayoría absoluta con 14 concejales y PSOE obtiene 5 concejales e IU 1 concejal. En este mandato, Sanse se convierte en Gran Ciudad a nivel institucional y normativo, dando Izquierda Independiente apoyo a esta medida propuesta por el PP pese a que no figuraba en el programa electoral de ninguno de los partidos.

## Estructura Organizativa
La estructura organizativa ha ido evolucionando a lo largo de los últimos diez años y gracias a esa evolución nos encontramos hoy con un modelo de partido más horizontal, participativo y abierto.
Actualmente las personas que ocupan los puestos del Comité de Dirección, que es el máximo órgano entre asambleas, son elegidas por sistema de listas abiertas, siendo estas las encargadas de elegir a posteriori al secretario general. Del mismo modo las personas cabeza de lista en el caso de tener más de un candidato son elegidas por la Asamblea general, formada por todos los afiliados y afiliadas, por sistema de primarias.
La participación es muy importante y aunque la responsabilidad de la toma de decisiones entre Asambleas Generales corresponde al comité de dirección, se establece la posibilidad de celebrara referéndum con la afiliación e incluso abierto a ala ciudadanía siempre que se planteen temas de interés general para la organización o la ciudad. Además, por normativa, es el propio plenario de la Asamblea General al que compete decidir sobre la estrategia de pactos y colaboraciones con otras organizaciones políticas.
Además el grupo institucional de Izquierda Independiente organiza asambleas abiertas de manera trimestral denominadas “Encuentros Ciudadanos” en los que los cargos públicos del partido explican su gestión a los vecinos y vecinas o plantean con apoyo de expertos propuestas de gestión futura. En estas reuniones abiertas los y las vecinas pueden opinar y debatir abiertamente con los concejales sobre el desarrollo de su ciudad. 
Por otra parte, se han adoptado políticas de igualdad en cuatro direcciones: igualdad de género que garantizan un 40% de cada sexo en los órganos de dirección, equilibrio generacional dado que creemos en la importancia del enriquecimiento del trabajo colectivo entre personas con experiencia y madurez y personas que por su juventud aportan otros valores, participación de todos los sectores posibles como estudiantes, profesionales de la educación, cultura, deportes, industria, sanidad, jubilados,…etc. y de todas las zonas geográficas de nuestra ciudad para que la sensibilidad hacia todos los barrios este asegurada.
El máximo órgano de II–ISSR es la Asamblea General que se reúne como mínimo, dos veces a la año. Esta Asamblea elige a los miembros del Comité de Dirección del partido en dos ocasiones cada cuatro años, la primera como muy tarde seis meses después de las elecciones y la segunda como muy tarde seis meses antes de las elecciones.
Por último, cabe comentar que además de los órganos ejecutivos mencionados anteriormente, la asamblea general, el comité de dirección y la secretaría general, los miembros que participan activamente en la dinámica del partido se organizan en Áreas, que constituyen la expresión organizada de la elaboración colectiva de Izquierda Independiente. Estos grupos tienen un carácter abierto a toda la organización, a los movimientos sociales de su ámbito y a aquellas personas no adscritas que tengan interés en determinados aspectos de la elaboración de propuestas y alternativas.
Algunas áreas son:
1. De Ordenación del Territorio y Defensa del Medio Ambiente.
2. De Defensa de la Sanidad y la Escuela Pública.
3. De Mujer. 
4. De Juventud – Iniciativa Joven.
5. De Formación.

## Resultados electorales
| 1999    | 1999                         | 1999   | 1999       | 1999       | 1999 |
| Siglas  | Partido                      | Votos  | Porcentaje | Concejales | +/-  |
| ------- | ---------------------------- | ------ | ---------- | ---------- | ---- |
| PP      | Partido Popular              | 9.952  | 37,82%     | 10         | =    |
| II-ISSR | Izquierda Independiente      | 6.874  | 26,12%     | 7          | +7   |
| PSOE    | P. Socialista Obrero Español | 5.493  | 20,88%     | 6          | +1   |
| IU      | Izquierda Unida de la CAM    | 2.109  | 8,02%      | 2          | -8   |
| 2003    |                              |        |            |            |      |
| Siglas  | Partido                      | Votos  | Porcentaje | Concejales | +/-  |
| PP      | Partido Popular              | 12.562 | 40,0%      | 11         | +1   |
| PSOE    | P. Socialista Obrero Español | 9.983  | 31,78%     | 9          | +3   |
| II-ISSR | Izquierda Independiente      | 4.614  | 14,69%     | 4          | -3   |
| IU      | Izquierda Unida de la CAM    | 1.695  | 5,4%       | 1          | -1   |
| 2007    |                              |        |            |            |      |
| Siglas  | Partido                      | Votos  | Porcentaje | Concejales | +/-  |
| PP      | Partido Popular              | 16.075 | 48,97%     | 13         | +2   |
| PSOE    | P. Socialista Obrero Español | 10.053 | 30,63%     | 8          | -1   |
| II-ISSR | Izquierda Independiente      | 3.445  | 10,5%      | 3          | -1   |
| IU      | Izquierda Unida de la CAM    | 1.769  | 5,39%      | 1          | =    |
| 2011    |                              |        |            |            |      |
| Siglas  | Partido                      | Votos  | Porcentaje | Concejales | +/-  |
| PP      | Partido Popular              | 18.277 | 49,53%     | 14         | +1   |
| PSOE    | P. Socialista Obrero Español | 7.085  | 19,2%      | 5          | -3   |
| II-ISSR | Izquierda Independiente      | 6.213  | 16,84%     | 5          | +2   |
| IU      | Izquierda Unida de la CAM    | 2.302  | 6,24%      | 1          | =    |
| 2015    |                              |        |            |            |      |
| Siglas  | Partido                      | Votos  | Porcentaje | Concejales | +/-  |
| PP      | Partido Popular              | 11.614 | 29,4%      | 8          | -6   |
| PSOE    | P. Socialista Obrero Español | 6.719  | 17,01%     | 5          | =    |
| II-ISSR | Izquierda Independiente      | 6.270  | 15,87%     | 4          | -1   |
| C's     | Ciudadanos                   | 4.879  | 12,35%     | 3          | +3   |
| 2019    |                              |        |            |            |      |
| Siglas  | Partido                      | Votos  | Porcentaje | Concejales | +/-  |
| PSOE    | P. Socialista Obrero Español | 10.917 | 25,68%     | 7          | +2   |
| PP      | Partido Popular              | 10.112 | 23,78%     | 7          | -1   |
| C's     | Ciudadanos                   | 7.864  | 18,50%     | 5          | +2   |
| II-ISSR | Izquierda Independiente      | 4.250  | 10,00%     | 2          | -2   |